# Nörtershausen
Nörtershausen là một đô thị ở district of Mayen-Koblenz bang Rheinland-Pfalz, phía tây nước Đức. Đô thị Nörtershausen có diện tích 5,66 km².